# Cá bàn xa
Cá bàn xa là một loài cá thuộc họ Cá tai tượng. Loài cá này phân bố ở Ấn Độ-Tây Thái Bình Dương. Nó đôi khi dài đến 70 cm. Tại Úc, nó có thể được tìm thấy từ bờ biển trung tâm của Tây Úc, xung quanh phía bắc nhiệt đới của đất nước và phía nam đến bờ biển phía nam của New South Wales. Chúng sinh sống trong môi trường sống nông ven biển ngoài khơi sâu hơn. Nó là loài ăn tạp, chúng ăn sinh vật phù du, động vật không xương sống không cuống, động vật không xương sống nhỏ, và tảo biển. 